# 에디 에드워즈 (프로레슬링 선수)
에디 에드워즈(Eddie Edwards, 1983년 12월 30일 ~ )는 미국의 남자 프로레슬링선수다. 키는 182cm 몸무게는 97kg이다.

## 수상

### TNA
- 임팩트 월드 챔피언 2회
- TNA X-디비전 챔피언 2회
- TNA 월드 태그팀 챔피언 7회
- 8대 TNA 트리플 크라운 챔피언

### ROH
- ROH 월드 헤비웨이트 챔피언 1회
- ROH 월드 텔레비전 챔피언 1회
- ROH 월드 태그팀 챔피언 1회
- ROH 1대 트리플크라운